# 児童扶養手当
児童扶養手当（じどうふようてあて）とは、児童扶養手当法に基づき、離婚や死別等の事情によって児童を養育するひとり親等に対して支給される公的扶助制度である。

## 制度の概要
2021年4月末現在、88万2737人が受給している。内訳は母子世帯80万7962人、父子世帯3万8796人、その他世帯3万1134人である。離婚の増加により受給者が増加していたが、2013年3月末を境に、受給者は減少に転じている。
2013年度における国庫負担分予算額は1,772.5億円である。
年金制度が確立し、その経過措置として死別母子世帯に対して母子福祉年金が支給されていたのに対し、生別母子世帯に対して何の措置もとられないのは不公平であるという考えから1961年に創設された。しかし、その後離婚の増加に伴い対象者は急増し、また母子福祉年金はやがて年金保険料を支払ったものに対する遺族年金へと移行していったことから、1985年に社会手当制度へと改められた。
従来は審査事務を都道府県が担っていたが、2002年、地方分権の一環として市に事務が移管された。また、手当の支給額の算定にあたって父親からの養育費の一部を所得に算入する制度が創設された。
2002年の法改正により、児童扶養手当を5年以上受給している者については、原則としてその2分の１を支給停止する措置が定められた。これは、児童扶養手当の趣旨が、長期的な所得補償から、離婚等の後の一定期間、暫定的な支援を行い、ひとり親の自立を促進するための制度としてその位置付けが変更されたことによるものであり（法1条）、受給者は、原則として受給開始から５年以内に経済的な自立を達成することが求められている。このことから、正当な理由なく休職活動等の自立に向けた活動をしない場合に、手当の支給を停止することができるとの規定も設けられた（法14条４号）。

### 支給対象児童
児童扶養手当の支給対象となる「児童」とは、
- 18歳に達する日以後の最初の3月31日までの間にある者又は
- 20歳未満で政令で定める程度の障害の状態にある者

をいう（法３条１項）。
従来は満18歳までとされていたが、この年代の児童の多くが高校に進学していることから、年度途中で差をもうけるのは不公平であるという議論が起こり、1994年に現在のように改正された。
政令で定める程度の障害の状態にある者については、満20歳に達するまで特別児童扶養手当の支給対象となる。

### 支給要件
・以下のいずれかの児童を監護していること
- 父母が婚姻（事実上の婚姻関係を含む）を解消した児童
- 父又は母が死亡した児童
- 父又は母が政令で定める程度の障害にある児童
- 父又は母が生死不明である児童
- その他これに準じる児童
  - 父又は母から引き続き1年以上遺棄されている児童
  - 父又は母が一年以上拘禁されている児童
  - 母が未婚のまま懐胎した児童
  - 父又は母が裁判所による保護命令を受けた児童

・以下のいずれにも該当しないこと
- 児童又は受給者の住所が日本国内にない
- 父や母の死亡に伴う年金・労災などを受給できる
- 児童が里親に委託されている
- 児童が受給者以外の父又は母によって生計を維持されているとき（当該父又は母が政令で定める障害にある場合を除く）

- 父または母が再婚し（事実上の婚姻関係となった場合も含む）、再婚相手に養育されている
- 申請者が暴力団構成員、準構成員、密接交際者である
- 児童が児童自立支援施設、少年院、少年鑑別所、少年刑務所、代用刑事施設に収容されている

### 受給資格者
受給資格者は、児童を養育する父又は母である。ただし、父母がないか、もしくは父母が監護しない場合は、当該児童を養育する者が受給資格者となる。

### 手当の額
手当の額は以下のとおりであるが（児童扶養手当法第５条、児童扶養手当法施行令第２条の２）、受給者及びその扶養義務者（後述）の所得に応じて、以下のとおり一部又は全部の支給停止措置がとられる。
ただし、第３子以降の加算額については支給停止の対象とならない。
- １人目　　　　月額4万3160円
- ２人目　　　　月額1万0190円
- ３人目以降　 　月額6110円

| 扶養親族および扶養対象配偶者数                                                                   | 全額支給の限度額       | 一部支給の限度額       | 配偶者・扶養義務者・孤児の養育者 |
| ------------------------------------------------------------------------------------------------ | ---------------------- | ---------------------- | -------------------------------- |
| 0人                                                                                              | 190,000円              | 1,920,000円            | 2,360,000円                      |
| 1人                                                                                              | 570,000円              | 2,300,000円            | 2,740,000円                      |
| 2人                                                                                              | 950,000円              | 2,680,000円            | 3,120,000円                      |
| 3人                                                                                              | 1,330,000円            | 3,060,000円            | 3,500,000円                      |
| それ以降                                                                                         | 1人増に付き380,000円増 | 1人増に付き380,000円増 | 1人増に付き380,000円増           |
| 老人扶養親族または老人控除対象配偶者がいる場合、1人につき左列、中列は100,000円、右列は60,000円増 |                        |                        |                                  |
| ただし、右列は扶養親族数が1人で、その1人がこれに該当する場合、60,000円を加算しない               |                        |                        |                                  |
| 特定扶養親族がいる場合、1人につき左列、中列は150,000円増                                         |                        |                        |                                  |

受給者の所得が「全部支給の限度額」欄の金額未満であれば、手当は基本額の全額が支給される。これ以上になると、手当の額は10円単位で徐々に減少していき、「一部支給の限度額」欄の金額以上になると、手当の全部が支給停止される。
受給者に配偶者又は扶養義務者がいる場合には、これらの者の所得が「配偶者・扶養義務者・孤児の養育者」欄の金額以上であると手当の全部の支給が停止される。養育しているのが孤児などである場合、受給者の所得に対しても右列の額が適用され、この額以上にならない限り全額を受けることができる。
扶養義務者とは、受給者等の民法第877条第1項に定める扶養義務者（受給者等の直系血族及び兄弟姉妹）であって、受給者等と生計を同じくする者を指す。同居していれば原則として生計同一となり、「同居していても生計は異なっている」と主張する場合には、当該事実を明らかにする客観的な証拠の提出が求められる。なお、児童に所得がある場合は、受給対象児童であっても受給者の扶養義務者となる。
2002年から、児童の父母が手当を受ける場合、他方の親から支払われた養育費の額の8割が所得に算入されることとなった。
基本額は年金等と同様に物価スライド制が導入されており、前年の消費者物価指数に伴って増減する。また、10円単位の減額は2002年の法改正によって導入された。これ以前は全額の支給、ほぼ半額の支給、支給無しの3段階であった。また、1985年以前は全額支給か支給無しかの2段階であった。
児童扶養手当は1人目の子ども分として月額最大4万2千円が支給されるが、2人目は5千円、3人目以降は3千円ずつと大幅に減るため、2人目以降の加算が低すぎるとして、2015年12月には、乙武洋匡ら著名人、駒崎弘樹等のNPO支援関係者らが署名活動を行った。世論の高まりを受けて、2015年12月、子どもが2人以上いる家庭への支給額を2016年8月分から増やすことを、関係閣僚による折衝で合意した。
第2子は現在の5000円から最大1万円に、第3子以降は3000円から同6000円にそれぞれ増額し、第1子への支給額は最大4万2000円のまま据え置く。
2人目の支給額引き上げは35年8カ月ぶり、3人目以降は21年半ぶり。
現在は第1子についてのみ世帯年収に応じて支給額を減らす制度を設けているが、16年8月分から第2子以降に関しても年収を踏まえた減額を行う方針。
尚、児童扶養手当を受け取っているのは、原則18歳に達する日以後の最初の3月31日までの間にある子どもを持つ母子世帯や父子世帯など計105万8231世帯（2015年3月現在）。

### 手当の支給
児童扶養手当は、手当を受けようとする者が、自分の住む市区町村に請求することによって支給が開始される。児童が別の市区町村に居住していても良い。手当の受給資格があるかどうかは、都道府県または市が審査を行ない、支給の可否を決定する。
手当は、4月・8月・12月に３回、4ヶ月分ずつ支給されていたが、平成31年11月から、支給回数が年６回に変更された。
受給者は、児童の数が増減したときや異性と事実婚状態となった場合に届出をする必要があるほか、年に1回、8月には児童の養育状況や前年の所得を確認するための現況届と呼ばれる届出をする必要がある。

## 児童扶養手当を巡る諸問題

### 不正受給
偽装離婚や男性との同居を秘匿したうえで児童扶養手当の支給を受けるなどの不正受給も発生しており、刑事事件として摘発された例が、以下の通り複数存在する。
山形県寒河江市では、男性とアパートに同居して事実婚の状態だったにもかかわらず、寒河江市子育て推進課の窓口で母が子供１人と同市に暮らしているなどと虚偽の書類を提出し、平成24年12月中旬～今年8月上旬の計３回、児童扶養手当約50万円を不正受給した疑いで逮捕された。
神奈川県警は2011年11月に、離婚して父子家庭になったように装い児童扶養手当を不正受給したとして、詐欺などの疑いで、いずれも中国籍の横浜市、会社役員（43）と同居の会社社長（40）を再逮捕した。児童扶養手当は２人目から支給額が下がるため、別々に子どもを扶養しているよう装ったとみられている。
2008年11月、神奈川県川崎市在住の３歳女児が、交際相手の男性（24）と実母（21）からの虐待により死亡した。実母は生活保護を受けて児童扶養手当も受給していたが、交際相手の男性と同居しており、殴る蹴るの暴行を行い、水風呂に長時間つけたり、ひもで縛ってカーテンレールに吊るしたりするなどの虐待行為を行っていた。実母は交際男性の子供を妊娠していて不就労だった。
都道府県知事等は、手当の受給資格の有無や金額の決定のため、受給者に対して資料の提出を命じたり、担当職員に受給者や関係者に対する質問を行わせたりすることができる。また、受給者に対し、医師の診察を受けるよう命じることもできる。受給者がこれに従わない場合、都道府県知事等は、手当の全部又は一部の支給を停止することができる。不正受給が判明した場合、都道府県知事等は、「国税徴収の例によって」不正受給した金額の返還を求めることができる。すなわち裁判を経ずに、不正受給を行った者の財産に対して強制執行をして回収することができる（法23条１項）。また、不正受給した場合、不正受給額に年14.6%の遅延損害金を付けて返還する必要があるうえ（法23条２項）、３年以下の懲役又は30万円以下の罰金に処せられることになる（法35条）。なお、これが刑法の詐欺罪に該当する場合には、詐欺罪が適用され、10年以下の懲役に処せられることになる。
例えば、離婚後母に交際相手ができた場合において、その関係性が事実上の婚姻関係と評価できるものであって、かつ、その交際相手が児童を養育している場合には、法４条2項4号の「母の配偶者（前項第1号ハに規定する政令で定める程度の障害の状態にある父を除く。）に養育されているとき」に該当するため、本来であれば、児童扶養手当の支給要件を満たさない。そのため、母がこのような交際相手の存在を隠したうえで児童扶養手当の受給を続けた場合、その全額が不正受給にあたることになる。このような観点から、母に対して、異性との交際の内容や異性宅への訪問の頻度、当該異性との間におけるこの妊娠の有無等について、担当者が質問を行う自治体も少なくない。さらには、現地調査として受給者の自宅等への立入調査を、受給者の同意を得たうえで行う自治体も存在する。
シングルマザーを支援する団体であるNPO法人Winkは、「児童扶養手当の母親の収入申告に『養育費』を8割算入したことには無理があります。現状では自己申告はほとんどされていないし、養育費を受け取ることを逆に妨げる効果になっています」と述べ、シングルマザーのほとんどが、所得の申告に際して養育費の支払を受けた事実を申告していないかのような報告を行なっているが、父から養育費を受け取っているにもかかわらずこれを所得として申告しないことは、明らかな不正受給にあたる。また、実際に受け取った養育費よりも少ない金額を申告することも、明らかな不正受給にあたる。

### 長期受給者に対する支給停止
2002年の法改正によって、児童扶養手当を5年以上受給してきた世帯は、手当の一部の支給が停止されることが定められた。児童扶養手当法施行令においては、支給停止額は、５年経過時における支給額の半額と定められている。政府は「就業支援策の充実」によって所得を確保する策を打ち出しているが、上述のようにシングルマザーの就業率はすでに非常に高く、職業能力の向上をはかろうとしても子育てと仕事に追われて学習にさく時間がないなどの問題点が指摘されている。
対象の受給者には、受給開始から5年を経過する1ヶ月前までに「児童扶養手当に関する重要なお知らせ」が送付される。これに同封されている「一部支給停止適用除外事由届出書」、および事由を証明する書類を、受給から5年を経過するまでに市町村に提出し、障害によって就業できないこと等を、証拠を添えて主張する必要がある。また、受給から5年経過以降の現況届提出時には、あわせて上記届出書およびその証明書類を毎回提出しなければならないこととなる。
この手続きを怠った場合（あるいは適用除外事由に該当しない場合）は、5年経過翌月分以降の手当について、その半額の支給が停止されることになる。

### 認知された子の問題
児童扶養手当では、婚姻によらない出産による児童、いわゆる「未婚の母子の子」を支給の対象としていたが、児童が父に認知された場合、対象にはならないと児童扶養手当法施行令により定められていた。しかし、児童が認知されていてもいなくても、児童が父の養育を欠いている事実に変わりはなく、認知の有無で取り扱いに違いをもうけるのは憲法違反であるとして、認知された子の母親が児童扶養手当を請求する行政訴訟が1990年代に提起され、2002年に最高裁判所はこの規定を法の委任を超えた違法なものと判断した（児童扶養手当法施行令事件）。また2002年の最高裁判決を前にした1998年に児童が父に認知されている場合でも手当が支給できるよう政令が改正された。

### 年金との併給の問題
親の養育放棄などにより、児童の母以外が児童を養育する場合も児童扶養手当を請求できる。しかし、児童扶養手当法は養育者が何らかの年金を受けることができる場合、手当の受給資格はないものとしている。たとえば児童の祖父母が児童を養育している場合、祖父母が老齢年金等を受給していれば手当を受けることができない。年金額は児童を引き取ることによって増額にならないのに、手当を受給できないのは公平性を欠く、との申し出に基づき、総務省は厚生労働省に対してこの見直しを求めるようあっせんを行なったが、厚生労働省は、手当と年金の併給は二重給付になること、社会保障費が増大する中、財源の有効利用という観点から併給は認められないと回答した。しかし、その一方でこういった場合に里親として費用が措置される親族里親制度を2002年に創設した。
また、年金制度確立前の福祉年金との併給を巡っては、規定の違憲性が争われ、プログラム規定説が唱えられた堀木訴訟が有名である。

### 手当の費用負担
児童扶養手当は、かつては年金に準じる制度として国が全額を負担していたが、1985年に福祉制度に改められたのに伴って、生活保護制度などと同様に地方の負担分が導入された。現在は、支給に要する額の{\displaystyle {\frac {1}{3}}}を国が、残りの{\displaystyle {\frac {2}{3}}}を地方（都道府県または市）が負担することになっている。
なお、2005年度の予算作成にあたって政府が推進する三位一体の改革において、地方六団体が提出した補助金削減案に対抗して厚生労働省が提出した削減案には、生活保護費とともに児童扶養手当費の国の負担割合を軽減することが盛り込まれていた。厚生労働省は、生活保護受給者や母子世帯の就労・自立を援助することによってこれらの費用は抑制が可能であり、地方の裁量に属する経費であるとして国の負担割合軽減を主張した。一方、地方六団体側は、生活保護や児童扶養手当はその施行の詳細が定められた法定受託事務であり、地方の裁量権が少なく、三位一体の改革になじまないとして反対した。結局、2005年度予算については負担割合の変更は行なわれなかったものの、引き続き2006年度予算以降に向けて検討するという結論になった。
2006年度予算に向けては生活保護と児童扶養手当のあり方をめぐって国と地方公共団体の代表者などで構成する協議会を設立し、議論が行われたが、最終的に2006年度予算から児童扶養手当の負担を国{\displaystyle {\frac {1}{3}}}、地方{\displaystyle {\frac {2}{3}}}とすることで決着した。

### 母子世帯の貧困率の高さ
日本における貧困率は、母子二人世帯で31.8%、幼児を含む二人世帯で38.1%にのぼるとされる(室住：15)。母子世帯の貧困は、児童のいる全世帯の総所得658.1万円/年に対して、子ども1人の母子世帯の総所得252.3万円/年は前者の38％となっていることにも表れている。日本のシングルマザーの80.6%が働いているにもかかわらず、日本ではひとり親の相対的貧困率が高く、無職では60%で30か国中ワースト12位と中位であり、有業のひとり親の相対的貧困率については58%で諸外国中ワースト1位だった。多くのシングルマザーがいわゆるワーキングプアの状態に置かれている。

### 父子家庭の排除
2010年7月まで、父子家庭は児童扶養手当を受給することが出来なかった。東京都のように父子家庭をも含めたひとり親家庭に対し月額1万3500円を支給する児童育成手当など、一部の自治体において、独自に児童扶養手当に相当する給付金制度を創設している場合はあったが、父子家庭であっても現実には経済的に困窮している家庭が少なくないにもかかわらず、一律に児童扶養手当からは排除されていた。逆に母子家庭以上に、「男なんだから働け」「男のくせに残業できないのか」などと世間的な批判を受けるといった問題もあった。このような問題が男性差別ではないかとの批判を踏まえ、2010年5月26日には父子家庭の排除の問題を解消した改正児童扶養手当法が参議院において全会一致で可決され成立し、8月1日から施行された。

### 養育費との問題
日本の母子世帯の貧困には、離婚や未婚の母に対して子どもの別れた父親の養育費が2割しかない現状が根幹にあるため、母子世帯にはアメリカ並みに養育費の徴収を強化し経済的自立を助ける必要がある。